# قسم دادنجان الريفي (مقاطعة فيروزآباد)
قسم دادنجان الريفي (بالفارسية: دهستان دادنجان) هي منطقة سكنية تقع في ناحية ميمند في إيران. يقدر عدد سكانها بـ 2,234 نسمة .